# هيلموت ديتل
هيلموت ديتل (بالألمانية: Helmut Dietl)‏ (و. 1944 – 2015 م) هو مخرج سينمائي، وكاتب سيناريو، ومنتج أفلام من ألمانيا .
توفي في ميونخ .

## جوائز
حصل على جوائز منها:
- وسام الاستحقاق البافاري
- صليب وسام الاستحقاق من جمهورية ألمانيا الاتحادية.

## روابط خارجية
- هيلموت ديتل على موقع IMDb (الإنجليزية)
- هيلموت ديتل على موقع مونزينجر (الألمانية)
- هيلموت ديتل على موقع ألو سيني (الفرنسية)
- هيلموت ديتل على موقع ميوزك برينز (الإنجليزية)
- هيلموت ديتل على موقع أول موفي (الإنجليزية)
- هيلموت ديتل على موقع قاعدة بيانات الأفلام السويدية (السويدية)
- هيلموت ديتل على موقع ديسكوغز (الإنجليزية)
- هيلموت ديتل على موقع قاعدة بيانات الفيلم (الإنجليزية)
- هيلموت ديتل على موقع كينوبويسك (الروسية)